# Tim Smolders
Tim Smolders (Geel, 26 augustus 1980) is een Belgisch voetbaltrainer en voormalig voetballer, die anno 2023 assistent-trainer is bij Schalke 04. Smolders was een centrale middenvelder, maar hij begon als aanvallende middenvelder en spits. Hij speelde voor Club Brugge, RBC, Sporting Charleroi, KAA Gent en Cercle Brugge. 

## Spelerscarrière

### Clubcarrière
Als vijfjarige sloot Smolders zich aan bij FC Netezonen. Vervolgens speelde bij Westerlo, Geel en Club Brugge. Als negentienjarige debuteerde hij onder trainer René Verheyen in de eerste ploeg van Brugge en speelde er van 1999 tot 2004. Hij begon in de praktijk als centrumspits en was spits en aanvallende middenvelder onder Verheyens opvolger Trond Sollied, maar de positie van spits bleek hem niet op het lijf geschreven en na zijn periode in Nederland ging hij tot het einde van zijn loopbaan fungeren als een centrale middenvelder. Toen hij niet meer nodig was in Brugge, dwong Smolders een transfer af naar het Nederlandse RBC en speelde er samen met Ebou Sillah, Mark Volders, Björn Daelemans, Sidney Lammens, Paul Kpaka, Akram Roumani en Melvin Fleur. Na de degradatie in 2006 keerde hij terug naar België, naar Sporting Charleroi.
Smolders speelde een goed seizoen bij Charleroi, en begon het seizoen 2007/08 ook met vuur: op de eerste speeldag scoorde hij in de eerste minuut tegen KSV Roeselare. Vanaf januari 2009 speelde hij voor KAA Gent. Smolders was bij KAA Gent een vaste kracht centraal op het middenveld. Hij vertoefde tweeënhalf jaar in het Jules Ottenstadion. In 2010 won Gent de Beker van België afgetekend, onder leiding van trainer Michel Preud'homme (finale tegen Cercle Brugge). Smolders bleef evenwel negentig minuten op de bank: Christophe Lepoint speelde naast Bernd Thijs op het middenveld. Na het seizoen 2011/12 stapte hij over naar Cercle Brugge. Bij deze club sloot hij zijn profcarrière af in het seizoen 2014/15. Nadat Smolders gestopt was met professioneel voetbal, ging hij op amateurniveau spelen bij KSK Voorwaarts Zwevezele. In het seizoen 2017/18 speelde Smolders met Voorwaarts Zwevezele in de West-Vlaamse Eerste Provinciale.

### Interlandcarrière
Smolders speelde tussen 2000 en 2001 zeven interlands voor de Belgische beloften. Hij scoorde daarin drie keer: hij opende zijn doelpuntenrekening in een vriendschappelijke wedstrijd tegen Bulgarije (3-3) en scoorde nadien ook in de EK-kwalificatiewedstrijden tegen Kroatië (2-1-zege) en Letland (0-2-zege). Smolders haalde uiteindelijk de eindselectie voor het EK onder 21 in Zwitserland niet.

## Trainerscarrière
In oktober 2014 werd Smolders, naast speler bij Cercle Brugge, ook assistent van hoofdtrainer van Arnar Vidarsson. Toen Dennis van Wijk in maart 2015 de nieuwe trainer werd, werd Smolders weer voltijds speler. Drie jaar later werd hij de assistent van Jacky Mathijssen bij de Belgische U19. Na één jaar stopte hij hiermee en ging hij aan de slag bij de beloften van Club Brugge, waar hij opnieuw assistent-trainer werd. Naast assistent van beloftentrainer Rik De Mil werd hij ook talentcoach van de U21 en U18.
In de zomer van 2021 werd Smolders Head of Academy bij Club Brugge. Hij werd er de opvolger van Pascal De Maesschalck, die deze functie tien jaar lang bekleedde. Na minder dan een jaar werd de samenwerking in onderling overleg stopgezet.
In juli 2022 ging hij aan de slag als assistent-trainer bij Union Sint-Gillis. Hij werd er de assistent van zijn voormalige ploegmaat Karel Geraerts, die een maand eerder  de overstap van assistent naar hoofdtrainer had gemaakt. Samen kenden ze een mooi debuutseizoen: Union bereikte de kwartfinale van de Europa League, sneuvelde in de Beker van België pas in de halve finale na strafschoppen en verloor de landstitel pas in de slotminuten aan Antwerp FC. Na afloop van het seizoen 2022/23 vertrok Geraerts wegens contractperikelen, maar Smolders bleef op post en diende nog enkele maanden onder Geraerts' opvolger Alexander Blessin. Toen Geraerts in oktober 2023 aan de slag ging als hoofdtrainer van Schalke 04, nam hij Smolders mee naar Duitsland.

## Overig
Professioneel ging hij in het voorjaar 2016 aan de slag bij de ABN AMRO Group, maar in december 2017 werd hij er ontslagen wegens een reorganisatie. In augustus 2017 werd hij benoemd als lid van de reviewcommissie van de KBVB.

## Clubstatistieken
| Seizoen | Club               | Land               | Competitie         | Competitie | Competitie | Beker | Beker | Internationaal | Internationaal | Totaal | Totaal |
| Seizoen | Club               | Land               | Competitie         | Wed.       | Dlp.       | Wed.  | Dlp.  | Wed.           | Dlp.           | Wed.   | Dlp.   |
| ------- | ------------------ | ------------------ | ------------------ | ---------- | ---------- | ----- | ----- | -------------- | -------------- | ------ | ------ |
| 1999/00 | Club Brugge        | Vlag van België    | Jupiler League     | 5          | 2          | 0     | 0     | 0              | 0              | 5      | 2      |
| 2000/01 | Club Brugge        | Vlag van België    | Jupiler League     | 19         | 2          | 1     | 0     | 5              | 0              | 25     | 2      |
| 2001/02 | Club Brugge        | Vlag van België    | Jupiler League     | 0          | 0          | 1     | 0     | 0              | 0              | 1      | 0      |
| 2002/03 | Club Brugge        | Vlag van België    | Jupiler League     | 22         | 3          | 2     | 2     | 4              | 0              | 28     | 5      |
| 2003/04 | Club Brugge        | Vlag van België    | Jupiler League     | 17         | 3          | 5     | 0     | 6              | 0              | 28     | 3      |
| 2004/05 | RBC Roosendaal     | Vlag van Nederland | Eredivisie         | 32         | 6          | 0     | 0     | —              | —              | 32     | 6      |
| 2005/06 | RBC Roosendaal     | Vlag van Nederland | Eredivisie         | 28         | 0          | 0     | 0     | —              | —              | 28     | 0      |
| 2006/07 | Sporting Charleroi | Vlag van België    | Jupiler Pro League | 34         | 5          | 1     | 0     | —              | —              | 35     | 5      |
| 2007/08 | Sporting Charleroi | Vlag van België    | Jupiler Pro League | 34         | 5          | 2     | 0     | —              | —              | 36     | 5      |
| 2008/09 | Sporting Charleroi | Vlag van België    | Jupiler Pro League | 14         | 4          | 1     | 0     | —              | —              | 15     | 4      |
| 2008/09 | KAA Gent           | Vlag van België    | Jupiler Pro League | 16         | 2          | 3     | 0     | —              | —              | 19     | 2      |
| 2009/10 | KAA Gent           | Vlag van België    | Jupiler Pro League | 33         | 1          | 5     | 1     | 4              | 1              | 42     | 3      |
| 2010/11 | KAA Gent           | Vlag van België    | Jupiler Pro League | 33         | 5          | 6     | 2     | 10             | 1              | 49     | 8      |
| 2011/12 | KAA Gent           | Vlag van België    | Jupiler Pro League | 27         | 5          | 4     | 1     | —              | —              | 31     | 6      |
| 2012/13 | Cercle Brugge      | Vlag van België    | Jupiler Pro League | 29         | 6          | 4     | 0     | —              | —              | 33     | 6      |
| 2013/14 | Cercle Brugge      | Vlag van België    | Jupiler Pro League | 31         | 3          | 3     | 1     | —              | —              | 34     | 1      |
| 2014/15 | Cercle Brugge      | Vlag van België    | Jupiler Pro League | 10         | 0          | 4     | 1     | —              | —              | 14     | 1      |
| Totaal  | Totaal             | Totaal             | Totaal             | 384        | 52         | 42    | 8     | 29             | 2              | 455    | 62     |

## Erelijst
| Competitie           |             |                  |             |             |
| Competitie           | Aantal      | Jaren            |             |             |
| Club Brugge          | Club Brugge | Club Brugge      | Club Brugge | Club Brugge |
| -------------------- | ----------- | ---------------- | ----------- | ----------- |
| Landskampioen België | 1x          | 2002/03          |             |             |
| Beker van België     | 2x          | 2001/02, 2003/04 |             |             |
| KAA Gent             |             |                  |             |             |
| Beker van België     | 1x          | 2009/10          |             |             |